# Marco Schwarz
Marco Schwarz (Villach, 16 augustus 1995) is een Oostenrijkse alpineskiër. Hij vertegenwoordigde zijn vaderland op de Olympische Winterspelen 2018 in Pyeongchang en op de Olympische Winterspelen 2022 in Peking. 

## Carrière
Schwarz won de gouden medaille op de reuzenslalom, supercombinatie en de landenwedstrijd tijdens de Olympische Jeugdwinterspelen 2012 in Innsbruck. In 2014 werd hij in Jasná wereldkampioen bij de junioren op de Super G. 
De Oostenrijker maakte zijn wereldbekerdebuut in november 2014 in Levi. Op 12 december 2015 scoorde Schwarz in Val d'Isère zijn eerste wereldbekerpunten. Tien dagen later stond hij in Madonna di Campiglio voor de eerste maal in zijn carrière op het podium van een wereldbekerwedstrijd. Op de wereldkampioenschappen alpineskiën 2017 in Sankt Moritz eindigde de Oostenrijker als zevende op de slalom, op de alpine combinatie wist hij niet te finishen. Tijdens de Olympische Winterspelen van 2018 in Pyeongchang eindigde Schwarz als vierde op de alpine combinatie en als elfde op de slalom, samen met Stephanie Brunner, Katharina Gallhuber, Katharina Liensberger, Manuel Feller en Michael Matt veroverde hij de zilveren medaille in de landenwedstrijd.
Op 1 januari 2019 boekte hij in Oslo zijn eerste wereldbekerzege. In Åre nam de Oostenrijker deel aan de wereldkampioenschappen alpineskiën 2019. Op dit toernooi sleepte hij de bronzen medaille in de wacht op zowel de slalom als de alpine combinatie, daarnaast eindigde hij als vijfde op de reuzenslalom. In de landenwedstrijd legde hij samen met Katharina Liensberger, Katharina Truppe en Michael Matt beslag op de zilveren medaille. Tijdens de WK van 2021 werd Schwarz voor het eerst wereldkampioen. Op de supercombinatie stond Schwarz na de super G pas op de 5e plaats. Dankzij winst op de slalom behaalde Schwarz met 4 honderdsten voorsprong op Alexis Pinturault zo alsnog de wereldtitel op de combinatie. Enkele dagen later behaalde Schwarz nog de bronzen medaille op de reuzenslalom. In 2021 was Schwarz ook de beste in het eindklassement van de wereldbeker op de slalom.
In 2022 kwalificeerde Schwarz zich opnieuw voor de Olympische Winterspelen. Als beste resultaat liet hij een 5e plaats op de Olympische combinatie optekenen.

## Resultaten

### Olympische Winterspelen
| Jaar | Plaats      | Resultaten                                          |
| ---- | ----------- | --------------------------------------------------- |
| 2018 | Pyeongchang | 11e Slalom · 4e Alpine combinatie · Landenwedstrijd |
| 2022 | Peking      | 5e Combinatie 14e Reuzenslalom 17e Slalom           |

### Wereldkampioenschappen
| Jaar | Plaats            | Resultaten                                                         |
| ---- | ----------------- | ------------------------------------------------------------------ |
| 2017 | Sankt Moritz      | 7e Slalom DNF2 Alpine combinatie                                   |
| 2019 | Åre               | Slalom · Alpine combinatie · 5e Reuzenslalom · Landenwedstrijd     |
| 2021 | Cortina d'Ampezzo | Combinatie · Reuzenslalom · DNF2 Slalom · 17e Parallelreuzenslalom |
| 2023 | Courchevel        | Combinatie · Reuzenslalom · 4e Afdaling · 6e Slalom · 6e Super G   |
| 2025 | Saalbach          | 5e Reuzenslalom DNF run 1 Slalom DNF slalom Team combinatie        |

### Wereldbeker
Eindklasseringen
| Seizoen   | Algm  | AD  | SL   | RS  | SG  | PAR | AC     |
| --------- | ----- | --- | ---- | --- | --- | --- | ------ |
| 2015/2016 | 34e   | -   | 8e   | 48e | -   |     | -      |
| 2016/2017 | 66e   | -   | 23e  | -   | -   |     | -      |
| 2017/2018 | 39e   | -   | 16e  | 49e | -   |     | 23e    |
| 2018/2019 | 9e    | -   | 7e   | 31e | -   |     | Zilver |
| 2019/2020 | 18e   | -   | 7e   | 18e | -   | 35e | 20e    |
| 2020/2021 | Brons | -   | Goud | 18e | -   | -   |        |
| 2021/2022 | 22e   | -   | 12e  | 20e | -   | -   |        |
| 2022/2023 | 7e    | 31e | 13e  | 4e  | 13e |     |        |
| 2023/2024 | 11e   | 42e | 15e  | 12e | 28e |     |        |
| 2024/2025 | 37e   | -   | 28e  | 17e | -   |     |        |

Wereldbekerzeges
| Datum            | Plaats               | Onderdeel         |
| ---------------- | -------------------- | ----------------- |
| 1 januari 2019   | Oslo                 | City Event        |
| 18 januari 2019  | Wengen               | Alpine combinatie |
| 10 januari 2021  | Adelboden            | Slalom            |
| 26 januari 2021  | Schladming           | Slalom            |
| 25 februari 2023 | Palisades Tahoe      | Reuzenslalom      |
| 22 december 2023 | Madonna di Campiglio | Slalom            |